# 戸田麻衣子
戸田 麻衣子（とだ まいこ、1976年3月5日 - ）は、日本の元女優。広島県広島市出身。フロムファーストプロダクションを経てホリプロに所属していた。2002年に芸能界を引退。姉は女優の戸田菜穂、弟はシンガーソングライターで歯科医師の戸田康平。

## 人物
- 広島女学院中学校・高等学校を経て成城大学卒業。
- 実家は広島市内で歯科医院を開業している[1]。
- 趣味は陶芸、散歩。特技はフランス語。
- 1996年に開催予定だった世界都市博覧会のイメージキャラクターを務めており、中止が決定する前にはテレビCMにも出演していた。
- 2000年に放送されたTBS系昼ドラマ『永遠の1/2』で主演を務めた際、姉の戸田菜穂がゲスト出演し姉妹共演を果たした。
- 2002年に医師と結婚。芸能界を引退。

## 出演

### テレビドラマ
- ええにょぼ 第155話（1993年10月1日、NHK）
- Dear ウーマン（1996年10月13日 - 12月22日、TBS） - 高原久美 役
  - Dearウーマン スペシャル（1997年4月6日）
- なっちゃん家 第9話「なっちゃん家のおばあちゃん」（1998年11月28日、テレビ朝日） - 主演・鏑木夏江 役
- Tears 第13話「サンタクロースがいっぱい」（1998年12月24日、テレビ朝日）
- 虹色定期便 静岡県沼津市編（1999年4月7日 - 2000年3月8日、NHK E） - 十和子 役
- コワイ童話 ラプンツェル（1999年8月9日 - 9月6日、TBS） - 加奈子 役
- ほんとにあった怖い話1「社内怪報」（1999年8月27日、フジテレビ）
- 愛の劇場 永遠の1/2（2000年9月4日 - 11月24日、TBS） - 主演・芳本美由紀 役
- ココだけの話 第8回「ブライダルブライダル」（2001年3月3日、テレビ朝日）
- ラブ・レボリューション（2001年4月9日 - 6月25日、フジテレビ） - 片桐亜紀子 役
- 明日があるさ 第2話（2001年4月28日、日本テレビ） - 神田ひとみ 役
- 愛の劇場 ラブ&ファイト 最終週（2001年11月、TBS） - 芳本美由紀 役
- モーニング娘。新春! LOVEストーリーズ「時をかける少女」（2002年1月2日、TBS）
- 八丁堀の七人 第3シリーズ 第10話（2002年3月11日、テレビ朝日） - 萩乃 役
- 土曜ワイド劇場「ラーメン刑事「龍」の殺人推理3」（2002年9月21日、テレビ朝日） - 鶴田美咲 役
- 土曜ワイド劇場「温泉若おかみの殺人推理11」（2002年10月12日、テレビ朝日） - 及川路子 役

### 映画
- 白い船（2002年7月6日公開） - 貴子 役

### バラエティ・情報
- 照秀・布施・麻衣子の大縦断!タイ体当たり珍道中（2002年2月9日、RCC）